# NGC 3847
NGC 3847 est une vaste galaxie elliptique relativement éloignée et située dans la constellation de la Grande Ourse. NGC 3847 a été découverte par l'astronome britannique John Herschel en 1831. Cette galaxie a aussi été observée par l'astronome prussien Heinrich d'Arrest le 8 mai 1864 et elle a été inscrite au catalogue NGC sous la cote NGC 3856.

## Caractéristiques
Selon la base de données Simbad, NGC 3847 est une galaxie LINER, c'est-à-dire une galaxie dont le noyau présente un spectre d'émission caractérisé par de larges raies d'atomes faiblement ionisés.

### Distance
Sa vitesse par rapport au fond diffus cosmologique est de 9 796 ± 20 km/s, ce qui correspond à une distance de Hubble de 144 ± 10 Mpc (∼470 millions d'al).
À ce jour, une mesure non basée sur le décalage vers le rouge (redshift) donne une distance d'environ 142,000 Mpc (∼463 millions d'al). Cette valeur est à l'intérieur des valeurs de la distance de Hubble.

## Supernova
La supernova SN 2011ho a été découverte le 28 octobre 2011 par S. Drake et al. dans le cadre du programme Catalina Sky Survey. Cette supernova était de type Ia.